# Parco d'arte Enzo Pazzagli

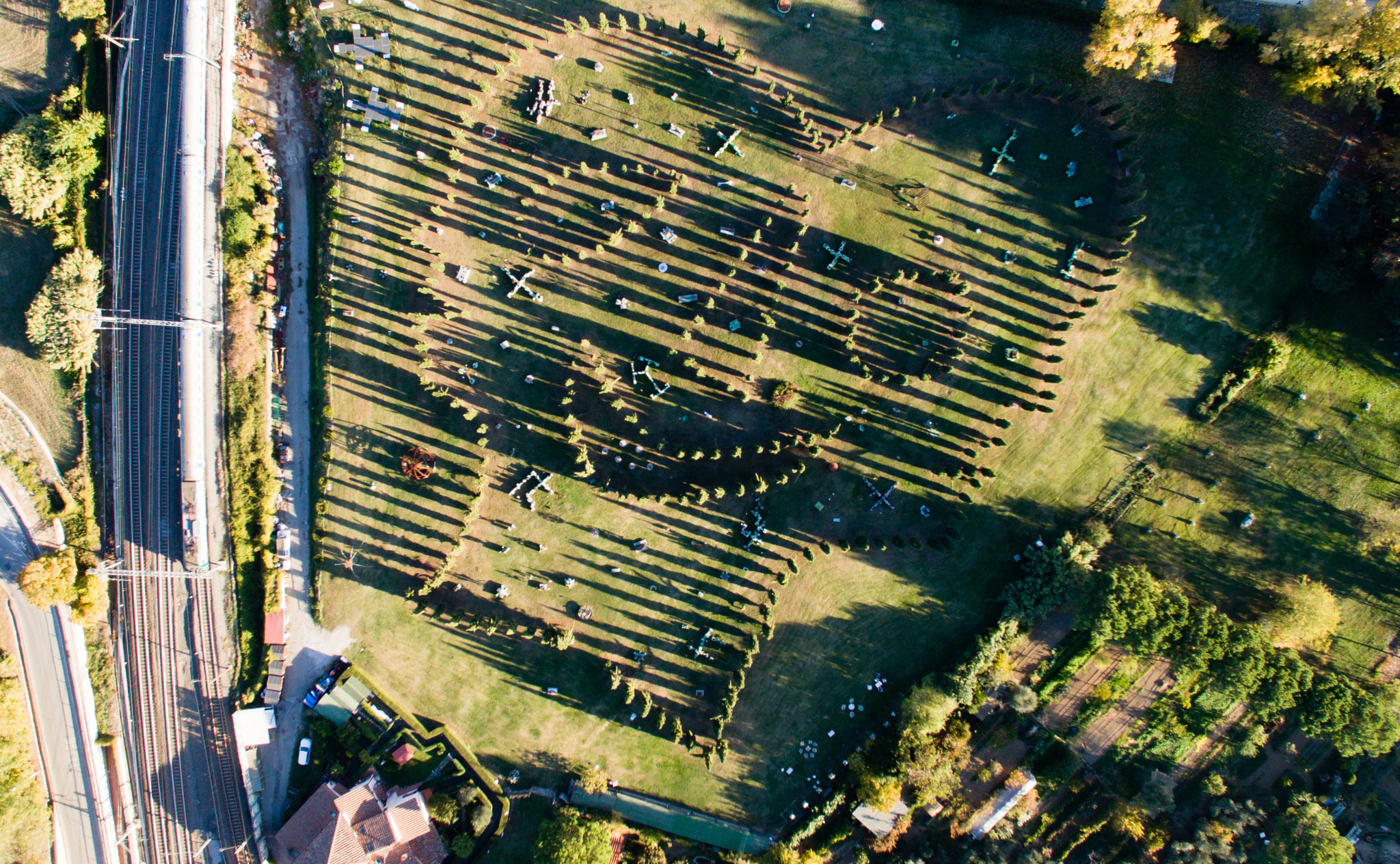
Veduta aerea

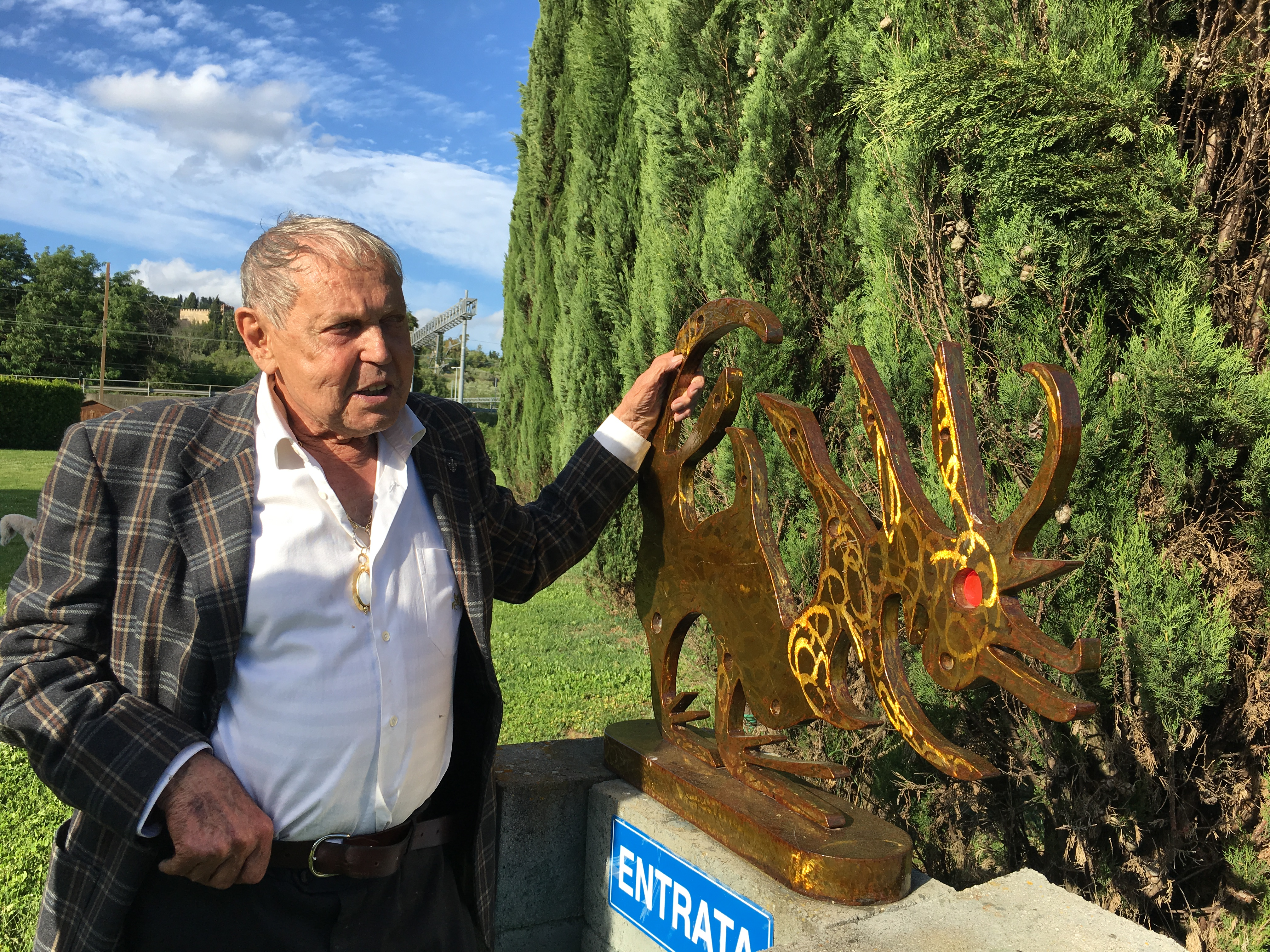
Enzo Pazzagli

Il Parco d'arte Enzo Pazzagli è un grande giardino di Firenze decorato da sculture e installazioni dell'artista Enzo Pazzagli. Si trova in via Sant'Andrea a Rovezzano 5, tra il fiume Arno e la ferrovia direttissima verso Roma. 

## Storia e descrizione
Dopo le innumerevoli mostre e riconoscimenti, all'artista viene in mente di creare un giardino per le sue sculture, allestendo, nel 1990, un'esposizione permanente di opere nel suo giardino privato a Settignano.
Nel 2001 però, la disponibilità di un terreno di 23900 m², incuneato tra il fiume e la ferrovia, gli permette di rilanciare in grande il suo progetto. Da campo incolto, nel giro di tre anni e mezzo, il parco si copre di un prato dove vengono collocate più di duecento opere d'arte. Le opere sono dotate di impianto di illuminazione notturno, che le rende visibili dai treni e le auto di passaggio. Opera più conosciuta dell'artista, presente in replica anche nel parco, è il cavallo alato Pegaso, simbolo della regione Toscana.
Inoltre, tutto intorno, sono piantati circa 300 cipressi, che visti dall'alto formano l'insolito disegno di un volto sorridente e di due profili.
Sono infine presenti opere di altri artisti, quali Marcello Guasti e Sauro Cavallini.
Dopo la scomparsa dell'artista Enzo Pazzagli, il parco è gestito dall'associazione "EcoRinascimento", tramite la quale sono state aggiunte nuove opere quali i Fiori fotovoltaici di Massimiliano Silvestri e le opere satiriche del Carnevale di Viareggio.